# هيرثا باولي
هيرثا باولي (بالألمانية: Hertha Pauli)‏ هي كاتِبة وممثلة نمساوية، ولدت في 4 سبتمبر 1906 في فيينا في النمسا، وتوفيت في 9 فبراير 1973 في لونغ آيلند في الولايات المتحدة.